# Indian Removal Act
Indian Removal Act eller Loven om flytning af indianerne var en lov, der blev vedtaget i USA's kongres i 1830. Loven der havde til formål at give mulighed for at flytte alle indianerstammer, der levede øst for Mississippi-floden til områder længere mod vest. Loven var en del af regeringens politik om at flytte de oprindelige amerikanere, og den blev underskrevet af præsident Andrew Jackson den 28. maj 1830. 
Loven i sig selv beordrede ikke flytning af indianere, men den bemyndigede præsidenten til at indlede forhandlinger med de stammer, der boede inden for USA's daværende grænser om at, disse skulle bytte deres nuværende landområder med nye, i det område, som USA var kommet i besiddelse af i forbindelse med købet af Louisiana-territoriet fra Frankrig (Louisiana Purchase). 
Loven fik stor støtte, ikke mindst i det sydlige USA, hvor staterne kunne konstatere store befolkningstilvækster (fra 1773 til 1800 voksede fx Georgias befolkning fra 33.000 til 162.000, og i 1860 var der 1 million indbyggere i staten). 
Staterne ønskede derfor at få adgang til indianernes jord, ikke mindst den jord, der tilhørte De fem civiliserede stammer. Andrew Jackson støttede flytningen af stammerne af sikkerhedsmæssige grunde. Flytningerne skulle i princippet være frivillige, men i praksis blev der lagt meget stort pres på stammerne og deres medlemmer, for at få dem til at flytte, og stammernes ledere blev mere eller mindre tvunget til at underskrive traktater, hvor de opgav deres landområder. Mange var klar over at vedtagelsen af Indian Removal Act var ensbetydende med, at fordrivelsen af indianerne fra de østlige stater var uundgåelig. 
De fleste hvide amerikanere gik ind for loven, men der var også kraftig modstand mod denne. Missonæren Jeremiah Evarts, senator Theodore Frelinghuysen og kongresmedlemmerne Davy Crockett og Daniel Webster var blandt lovens prominente modstandere, og først efter en bitter debat i kongressen, blev loven vedtaget.
Loven, og de traktater der blev underskrevet i henhold til denne, banede vejen for flytningen af titusindvis af indianere mod vest. Den første traktat, der blev vedtaget var Dancing Rabbit Creek traktaten mellem regeringen og Choctawerne den 27. december 1830. Choctawerne afgav alt land øst for Mississippi-floden til gengæld for en betaling i form af dels land vestpå, dels kontanter. I 1835 undertegnede man New Echota traktaten, der førte til Trail of Tears, og cherokesernes bortfjernelse. Creek indianerne underskrev aldrig nogen traktat om at flytte, men stammen blev alligevel flyttet i 1832.